# Danggam-dong
Danggam-dong (koreanska: 당감동) är en stadsdel i staden Busan i den sydöstra delen av Sydkorea, 300 km sydost om huvudstaden Seoul. Den ligger i stadsdistriktet Busanjin-gu.

## Indelning
Administrativt är Danggam-dong indelat i:
| Namn    | Namn               | Yta i km² | Invånare 30 jun 2020 |
| ------- | ------------------ | --------- | -------------------- |
| 당감1동 | Danggam 1(il)-dong | 2,44      | 24 376               |
| 당감2동 | Danggam 2(i)-dong  | 0,86      | 10 363               |
| 당감2동 | Danggam 4(sa)-dong | 0,87      | 11 972               |